# György Jánosi
György Jánosi je mađarski političar.
Obnašao je dužnosti predsjednika Parlamentarnog odbora za obrazovanje, znanost, mladež i šport Republike Mađarske, zatim je bio državnim tajnikom. Bio je ministrom za pitanja mladeži i šport u vladi Pétera Medgyessya od 27. svibnja 2002. do 18. svibnja 2003. kao član Mađarske socijalističke stranke, nakon čega ga je naslijedio stranački kolega Ferenca Gyurcsánya.
Bio je u mađarskom parlamentu u tri saziva:
- 1994. – 1998. za Seksar (mađ. Szekszárd)
- 1998. – 2002. za listu Tolnanske županije
- 2002. – 2006. za Andzabeg

Prema njegovoj izjavi, djelimice je i hrvatskog podrijetla. Naime, prezime njegove obitelji je bilo Josipović koje mu je njegov pradjed pomađario.
Za hrvatsku zajednicu u Mađarskoj je značajan utoliko što je za njegovog mandata državnog tajnika, nova zgrada hrvatske škole u Budimpešti dobila financijska sredstva.